# جريساوية
الجريساوية (الاسم العلمي: Campanuleae) هي قبيلة من النباتات تتبع فصيلة الجريسية من الرتبة النجميات.

## أجناس الجريساوية
- جريس (الاسم العلمي:جريس)
- روتانطة (الاسم العلمي:جريس)
- غاديلية (الاسم العلمي:جريس)
- ميغالوكالس (الاسم العلمي:جريس)
- روسيليا (الاسم العلمي:Roucelea)
- سيكيودون (الاسم العلمي:Sicyodon)
- سمفياندرا (الاسم العلمي:جريس)
- زوغاندرا (الاسم العلمي:Zeugandra)
- براشيكودون (الاسم العلمي:جريس)
- هنابوسايا (الاسم العلمي:Hanabusaya)
- أدينوفورا (الاسم العلمي:Adenophora)
- بوبوفياكودون (الاسم العلمي:جريس)
- أستروكودون (الاسم العلمي:جريس)
- تراكليون (الاسم العلمي:Trachelium)
- فيريا (الاسم العلمي:Feeria)